# Jeppesen
Jeppesen (pełna nazwa Jeppesen A Boeing Company) – międzynarodowe przedsiębiorstwo specjalizujące się w zakresie kartografii i nawigacji lotniczej, jak również organizacja szkoląca w branży awiacyjnej. Linie lotnicze, piloci, operatorzy statków oraz linie kolejowe używają publikowanych przez Jeppesen map i danych nawigacyjnych (tzw. Jeppesen charts) do organizacji lotów i rejsów, planowania załogi i floty oraz usprawniania swojej działalności operacyjnej. Obecnie przedsiębiorstwo jest częścią The Boeing Company. Jeppesen produkuje również oprogramowania na chartplotery i aplikacje nawigacyjne, z których do najbardziej znanych należy Electronic Flight Bag.
Główna siedziba firmy znajduje się w Englewood, Colorado, w strefie ekonomicznej powiatu Arapahoe. Posiada również biura na całym świecie, m.in. w Neu-Isenburgu (Niemcy), Gdańsku (Polska), Crawley (Wielka Brytania), Göteborgu (Szwecja), Egersund (Norwegia), Canberra (Australia). Obecnie Jeppesen zatrudnia około 3200 osób.
W związku z globalną popularnością map Jeppesena, nazywane są one przez pilotów „Jepp charts” lub prościej „Jepps”. Owa popularność sięga również map elektronicznych, które coraz częściej pojawiają się na pokładach samolotów i statków w formie urządzeń przenośnych, zintegrowanych elektronicznych systemów i innych urządzeń wyświetlających.

## Historia
Firma została założona w 1934 roku przez Elreya B. Jeppesena, pilota pracującego dla Linii Lotniczych Varney, który jako pierwszy rysował mapy lotnicze pomocne pilotom w trakcie lotu (tzw. Little Black Book). Początkowo zebrane przez Jeppesena informacje i narysowane mapy służyły tylko jemu, lecz szybko inni piloci dostrzegli korzyści płynące z używania tych arkuszy i Jeppesen zaczął sprzedawać kopie swojej książki z notatkami po 10 dolarów ze sztukę. Wielu pilotów zaczęło zbierać informacje o trasach przelotu, które obsługiwali i przesyłali je Jeppesenowi, który następnie dodawał kolejne procedury do swojej książki.
Jedną z pierwszych linii lotniczych, które zaczęły korzystać z map Jeppesena były United Airlines. Jeppesen pracował w Liniach Lotniczych United pod koniec lat 30. XX wieku, po tym jak Varney połączyły się z innymi liniami tworząc United. Po pewnym czasie biznes kartograficzny zaczął zajmować Jeppesenowi tak dużo czasu, że zrezygnował z pracy kapitana i z pełnym oddaniem skupił się na tworzeniu map.
W uznaniu zasług Elreya B. Jeppesena w lutym 1991 roku terminal Międzynarodowego Lotniska w Denver, wtedy jeszcze budowanym, został nazwany jego imieniem.

### Ważne wydarzenia z życia firmy
1941 Elrey B. Jeppesen przeniósł firmę z Salt Lake City, w stanie Utah do Denver
1947 Jeppesen i amerykańska Federalna Administracja Lotnictwa FAA współpracowały w celu wprowadzenia standardowych procedur podejścia do lądowania i utworzenia Krajowego Centrum Informacji o Lotach (NFDC).
1957 Jeppesen rozszerza swoją działalność otwierając biuro we Frankfurcie, które ma obsługiwać wschodnią półkulę, podczas gdy Denver zajmuje się obsługą klientów półkuli zachodniej.
1961 Przedsiębiorstwo zostało wykupione przez wydawnictwo Times Mirror i kilka lat później połączone z Sanderson Films.
1973 NavData Jeppesena zostało po raz pierwszy użyte przez komercyjne linie lotnicze.
1974 Jeppesen rozpoczął pracę w biznesie szkoleń lotniczych, gdy Times Mirror połączył go z Sanderson Films.
1980–1989 Jeppesen wszedł w posiadanie kilku firm, poszerzając wachlarz swoich produktów:
- Bottlang Airfield Manual – dodano informacje dla lotów (VFR) i informacje o lotniskach w Europie;
- Icarus, później OpsData – dodano analizę osiągów podczas startu i lądowania;
- Lockheed DataPlan, przedsiębiorstwo zajmujące się usługami z zakresu planowania lotów i pogody. Obecny prezes Jeppesen, Mark Van Tine pracował w przeszłości w tym przedsiębiorstwie.

1990–1995 Jeppesen otworzył biura w Australii i Chinach, zadaniem których stała się obsługa klientów z rejonu Azji i Pacyfiku. Kupił również TannGuide, które stało się katalogiem lotnisk JeppGuide; APU, które stało się częścią OpsData i International Aviation Publishers (Międzynarodowe Wydawnictwo Lotnicze), wydające podręczniki z zakresu obsługi samolotu.
1996 Jeppesen wprowadził JeppView, które zapewnia pełną, ogólnoświatową bibliotekę z mapami lotniczymi na płycie CD-ROM oraz wykupił MentorPlus, producenta komputerowych ruchomych map lotniczych i morskich oraz aplikacji do planowania lotów.
1998 Jeppesen wprowadził możliwość ściągania aktualizacji do NavData przez Internet.
2000 Jeppesen zakupił Nobeltec Inc. z Portland dostarczającą morskie oprogramowanie nawigacyjne i mapy. Boeing wykupił Jeppesena od Tribune, które weszło w posiadanie Times Mirror i sprzedawało swoje dodatkowe aktywa.
2002 Pierwsze komercyjne Electronic Flight Bags zostały wypuszczone na rynek. Jeppesen udostępnił również możliwość dostawy swoich elektronicznych map przez Internet.
2003 Jeppesen, jako pierwsza organizacja handlowa, został uznany przez FAA za Wykwalifikowanego Dostawcę Usług Komunikacyjnych w Internecie (Qualified Internet Communications Provider).
2004 Jeppesen wszedł w posiadanie SBS International, nowojorskiego dostawcę usług planowania załogi. Zakup SBS został dokonany w porozumieniu z Boeing, który nabył SBS w 2001 roku.
2006 Jeppesen przejął Carmen Systems, dostawcę oprogramowania do planowania załogi i zarządzania zakłóceniami w trakcie lotu. Główną siedzibą około 300-osobowej firmy był Göteborg w Szwecji. Jeppesen szybko scalił ofertę i lokacje SBS wraz z Carmen Systems.
2007 Jeppesen nabył C-MAP, dostawcę cyfrowej kartografii morskiej, usług transmisji danych i innych informacji nawigacyjnych. C-MAP stał się częścią działu morskiego Jeppesena, który realizuje swoje przedsięwzięcia we Włoszech, Polsce (Jeppesen Poland), Norwegii, Rosji, Indiach, Japonii, Korei Południowej, Singapurze, Malezji, Australii i Stanach Zjednoczonych.
2008 Jeppesen kupił Ocean Systems Inc., kalifornijskiego dostawcę rozwiązań flotowych i rejsowych dla morskiej działalności handlowej.
W tym samym roku Jeppesen otrzymał zgodę FAA dla swoich Airport Moving Maps przeznaczonych do drugiej klasy EFB.
2009 Jeppesen otrzymał zgodę FAA by zaprojektować i zalegalizować procedury dotyczące wymaganych osiągów nawigacyjnych (required navigation performance) w Stanach Zjednoczonych. Jednocześnie sprzedał swoją linię produktów Nobeltec firmie Signet USA.
2010 Jeppesen otrzymał zgodę od australijskiego Urzędu Bezpieczeństwa Lotnictwa Cywilnego (Civil Aviation Safety Authority) by zaprojektować, zalegalizować i utrzymać procedury dotyczące wymaganych osiągów nawigacyjnych oraz konwencjonalnych procedur podejścia według wskazań przyrządów.
Jeppesen został zwycięzcą nagrody 2010 INFORMS Prize za wprowadzenie i stosowanie w całej firmie badań operacyjnych.